# 75 km (obwód leningradzki)
75 km (ros. 75 км) – przystanek kolejowy w rejonie kirowskim, w obwodzie leningradzkim, w Rosji. Położony jest na linii Petersburg - Mga - Wołchow, w oddaleniu od skupisk ludzkich.